# مارک دوران
مارک دوران (فرانسوی: Marc Durant‎؛ زادهٔ ۱۴ ژوئن ۱۹۵۵) دوچرخه‌سوار اهل فرانسه است.